# Laimdota Straujumaová
Laimdota Straujumaová (* 24. února 1951 Mežvidi, okres Kārsava) je lotyšská politička a ekonomka, která mezi lednem 2014 a únorem 2016 zastávala funkci předsedkyně vlády Lotyšska, jakožto první žena v tomto úřadu. Předcházející tři roky 2011–2014 byla ministryní zemědělství.
Od října 2000 do 2006 působila na ministerstvu zemědělství jako státní tajemnice. V letech 2007–2010 pak stejnou pozici plnila na ministerstvu regionálního rozvoje a samosprávy. Do kabinetu Dombrovskise byla jmenována 25. října 2011 na pozici ministryně zemědělství.
Poté, co premiér Valdis Dombrovskis rezignoval na svou funkci, nominovala ji 5. ledna 2014 strana Jednota do tohoto úřadu. Kandidaturu podpořily, jak koaliční partneři Reformní strana a Národní aliance, tak i opoziční subjekt Unie Zelených a farmářů.